# Euglossini
Tribu
Euglossini est une tribu d'insectes de la famille des apidés. Ses membres sont aussi appelés abeilles à orchidées ou abeilles euglossines.

## Liste des genres
Selon ITIS (4 mai 2019) et NCBI (4 mai 2019):
- genre Aglae Lepeletier & Serville, 1825
- genre Eufriesea Cockerell, 1908
- genre Euglossa Latreille, 1802
- genre Eulaema Lepeletier, 1841
- genre Exaerete Hoffmannsegg, 1817

## Comportement
Les abeilles à orchidées produisent du miel grâce à la pollinisation des orchidées. Ce miel est parfumé, très riche en minéraux et essences aromatiques, et a un pouvoir cicatrisant. Ces abeilles volent d'orchidée en orchidée à la recherche de parfum. Il semble que l'on doit aux seules espèces Euglossa viridissima et moins certainement Eulaema cingulata, espèces endémiques de certains pays d'Amérique (Mexique...) la fécondation naturelle des orchidées lianescentes tropicales du genre Vanilla, principalement de l'espèce Vanilla planifolia, dont le fruit est l'épice nommée vanille. C'est pourquoi, ces orchidées cultivées dans d'autres régions (Madagascar, La Réunion, Polynésie...) doivent être fécondées manuellement.